# VII Mostra de Cinema Llatinoamericà de Lleida
La VII Mostra de Cinema Llatinoamericà de Lleida va tenir lloc a Lleida entre el 17 i el 23 de març de 2001. Fou organitzada pel Centre Llatinoamericà de Lleida amb el suport del Patronat de Turisme de la Paeria de Lleida i la col·laboració de la Fundació "la Caixa", la Universitat de Lleida, l'Instituto de Cooperación Iberoamericana, el Ministeri d'Assumptes Socials d'Espanya, la Casa de América i l'Institut Català de Cooperació Iberoamericana. La inauguració i clausura es van celebrar al Teatre Principal de Lleida i les exhibicions als Cinemes Rambla. En aquesta edició es va constituir un jurat i es van entregar més premis.

## Pel·lícules exhibides

### Selecció oficial
- Nueve reinas de Fabián Bielinsky
- Amores perros d'Alejandro González Iñárritu
- Esperando al mesías de Daniel Burman
- Una noche con Sabrina Love d'Alejandro Agresti
- Así es la vida d'Arturo Ripstein
- La ley de Herodes de Luis Estrada
- Felicidades de Lucho Bender
- Los días con Ana de Marcelo Bertalmío
- Coronación de Silvio Caiozzi

### Homenatge a Miguel Ángel Solá
- Casas de fuego (1995) de Juan Bautista Stagnaro
- Asesinato en el Senado de la Nación (1984) de Juan José Jusid
- Bajo bandera (1997) de Juan José Jusid
- Sur (1988) de Fernando Solanas
- Una sombra ya pronto serás (1994) d'Héctor Olivera

## Jurat
Els membres del jurat foren el director Juan Antonio Bardem, l'actor Jordi Dauder, el crític italià Ugo Brusaporco, el productor Antoni Llorens i Olivé, la filòsofa Menene Gras Balaguer, el periodista Eduardo Moyano, l'escriptor Javier Tomeo i la directora de la Filmoteca del Ministeri d'Afers Exteriors d'Espanya, Lola Millás.

## Premis
Els premis atorgats en aquesta edició foren:
| Categoria            | Premiat             | Treball                     |
| -------------------- | ------------------- | --------------------------- |
| Premi de l'Audiència | Nueve reinas        | Fabián Bielinsky            |
| Millor pel·lícula    | Esperando al mesías | Daniel Burman               |
| Millor opera prima   | Amores perros       | Alejandro González Iñárritu |
| Millor actor         | Tomás Fonzi         | Una noche con Sabrina Love  |
| Millor actriu        | Arcelia Ramírez     | Así es la vida              |
| Millor guió          | Guillermo Arriaga   | Amores perros               |